# Mammouth d'Adams
Le mammouth d'Adams est le premier squelette complet de mammouth laineux retrouvé, avec des morceaux de peau et de chair encore attachés aux os, par des scientifiques européens. Ce fossile de mammouth est découvert en 1799 dans le Nord-Est de la Sibérie par Ossip Shumachov, un chasseur evenk, puis retrouvé en 1806 par le botaniste russe Mikhail Adams qui se rend sur place pour collecter les restes.